# Хамерик, Асгер
Асгер Хамерик (дат. Asger Hamerik, первоначально Хаммерих, нем. Hammerich; 8 апреля 1843, Фредериксберг — 13 июля 1923, там же) — датский композитор и музыкальный педагог. Сын историка Петера Фредерика Хамерика, брат музыковеда Ангула Хамерика, отец дирижёра Эббе Хамерика.
В юности учился в Копенгагене у Иоганна Петера Хартмана и Нильса Гаде, в 1862 году отправился для продолжения учёбы в Лондон, а затем в Берлин, где занимался у Ганса фон Бюлова, однако в 1864 году, в связи с Датско-прусской войной, уехал из Германии в Париж; в это же время Хамерик отказался от использования германоязычной версии своей фамилии, Хаммерих. В Париже Хамерик учился у Гектора Берлиоза, а после его смерти в 1869 году отправился в Италию, затем в Вену и наконец в США, где в 1871 году возглавил Консерваторию Пибоди в Балтиморе.
Во главе консерватории Хамерик оставался до 1898 года; этот период был заметной вехой в развитии консерватории — в частности, её гостями были Артур Салливан и Пётр Ильич Чайковский. Хамерик отличался дисциплинарной строгостью, требуя от студентов обязательного посещения занятий (что было не слишком принято в те времена) и допуская до защиты диплома лишь немногих наиболее старательных. Кроме того, Хамерик дирижировал консерваторскими концертами, многие из которых достигали значительных масштабов; предпринятый им в 1874 году концерт, полностью составленный из произведений американских композиторов, считается одним из первых музыкальных событий этого рода в США. В 1900 году он вернулся в Данию, но активной профессиональной деятельностью уже не занимался.
Основные сочинения Хамерика созданы в американский период его деятельности. Хамерику принадлежит семь симфоний (не считая юношеской, сочинённой в 1860 году), пять Северных сюит, фортепианный квинтет, вокальная музыка и Реквием (1886—1887), который он сам считал своим наиболее значительным произведением; в доамериканский период Хамерик написал также четыре оперы. Музыка Хамерика близка французской традиции (даже подзаголовки шести симфониям из семи даны на французском языке): в более ранних работах Хамерика сохраняется влияние его учителя Берлиоза, более поздние сопоставимы с произведениями Сезара Франка; Седьмую симфонию (1898, для меццо-сопрано, хора и оркестра), названную, в отличие от предыдущих, по-немецки, сравнивали с симфониями Густава Малера.